# Sarah Catherine Jones
Pour les articles homonymes, voir Sarah Jones et Jones.
Sarah Catherine Jones est une professeure anglo-allemande de météorologie spécialisée dans la recherche et la prévision des événements météorologiques violents. Elle dirige le service météorologique allemand depuis le 1er août 2023.

## Biographie
Sarah Jones est né le 3 avril 1965 à Bromborough du Merseyside en Angleterre. Elle a grandi près de Liverpool et a obtenu son premier diplôme universitaire en physique à l'université de Birmingham. Elle a obtenu ensuite son doctorat en météorologie en 1990 avec Alan J. Thorpe à l'Université de Reading, sa thèse étant « Aspects tridimensionnels de l'instabilité symétrique »,,.
Entre 1990 et 2004, elle a mené des recherches en tant qu'assistante de recherche à l'Institut météorologique de l'université Louis-et-Maximilien de Munich où elle a complété son habilitation en 2003 avec une thèse sur la dynamique des cyclones tropicaux et leur transition extratropicales. En décembre 2004, elle a été nommée professeur universitaire de météorologie et de recherche climatique à l'Institut de technologie de Karlsruhe (KIT) où elle s'est occupée de l'analyse et de la prévision des événements météorologiques violents et a mis en place un réseau de recherche national.
En 2011, Jones a quitté le KIT pour succéder au météorologue Gerhard Adrian à la tête de la division recherche et développement du service météorologique allemand (DWD) et est devenu en même temps membre du conseil d'administration du DWD,. Le 1er août 2023, Jones a été nommée présidente du DWD par le ministère fédéral du numérique et des transports, la première femme à ce poste de l'histoire du service,. Elle succède encore une fois à Gerhard Adrian.

## Activités
Sarah C. Jones est active à l'échelle internationale en tant que membre de divers conseils d'administration et comités. Elle est ainsi membre du groupe de travail THORPEX « Prévisibilité et processus dynamiques ». Elle a également été membre élu du Comité sur les ouragans et la météorologie tropicale de l' American Moasting Society de 1999 à 2002. De 2012 à 2015, elle a été membre du conseil consultatif scientifique du Met Office du Royaume-Uni et représente la République fédérale d'Allemagne au Conseil du Centre européen pour les prévisions météorologiques à moyen terme à Reading depuis 2013.
De 2015 à 2020, Jones a présidé le groupe de pilotage scientifique du Programme mondial de recherche sur la météorologie (WWRP) à l'Organisation météorologique mondiale des Nations unies. Elle s'est particulièrement engagée à soutenir les jeunes scientifiques des pays en développement, notamment en faisant don de l'argent du prix WWRP Georgi, qui lui a été décerné en 2019 pour son travail sur les cyclones tropicaux,.

## Reconnaissance
- 2019 : Prix Georgi de la Société météorologique allemande pour « un travail exceptionnel qui montre l'influence des cyclones tropicaux sur les conditions météorologiques aux latitudes moyennes et positionne durablement la recherche météorologique en Allemagne en termes d'amélioration de la prévisibilité »[8] ;
- 2023 : Médaille d'argent de la Société européenne de météorologie pour les contributions à la recherche sur les systèmes météorologiques tropicaux et leurs transitions extratropicales ainsi que le soutien engagé de la jeune communauté scientifique[9].